# 京橋 (東京都中央区)
京橋（きょうばし）は、東京都中央区の町名。隣接する千代田区丸の内・大手町・有楽町、中央区八重洲・日本橋とともに、日本最大のビジネス街を構成している。

## 概要

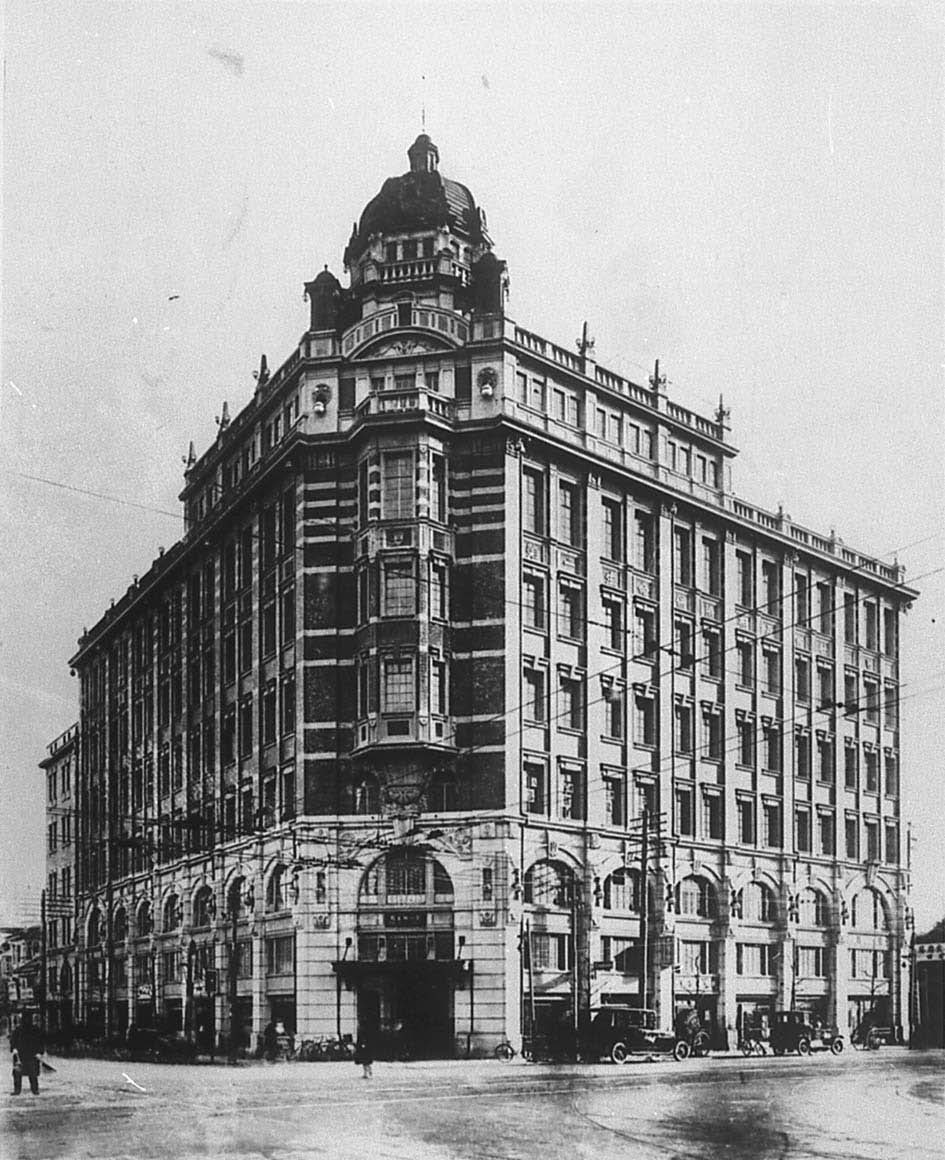
第一相互館

旧京橋区に当たる京橋地域内である。「京橋」の地名の由来は、かつて存在した京橋川に架けられていた中央通り（東海道）の橋である。かつては運河が生活に重要な役割を果たしていたため、橋は地域の象徴的な場所だった。東京15区時代に区名となり、今日でも地名として使用されている。現在、橋は存在しない。かつての橋としての京橋は、日本橋と並ぶ名橋であった。東海道にて日本橋を出発して京都方向に向かう場合、最初に渡る橋であったため重要な意味合いをもっていた。街としての京橋は橋の北側に位置する。東京メトロ銀座線の京橋駅を中心とした地域である。

北側で日本橋、西側で八重洲、南側で銀座と隣接する。清水建設、明治ホールディングス、味の素、ミツウロコグループホールディングス、ブリヂストン、戸田建設などの大企業の本社が所在しており、当地は八重洲や日本橋とともに東京駅界隈のオフィス街となっている。

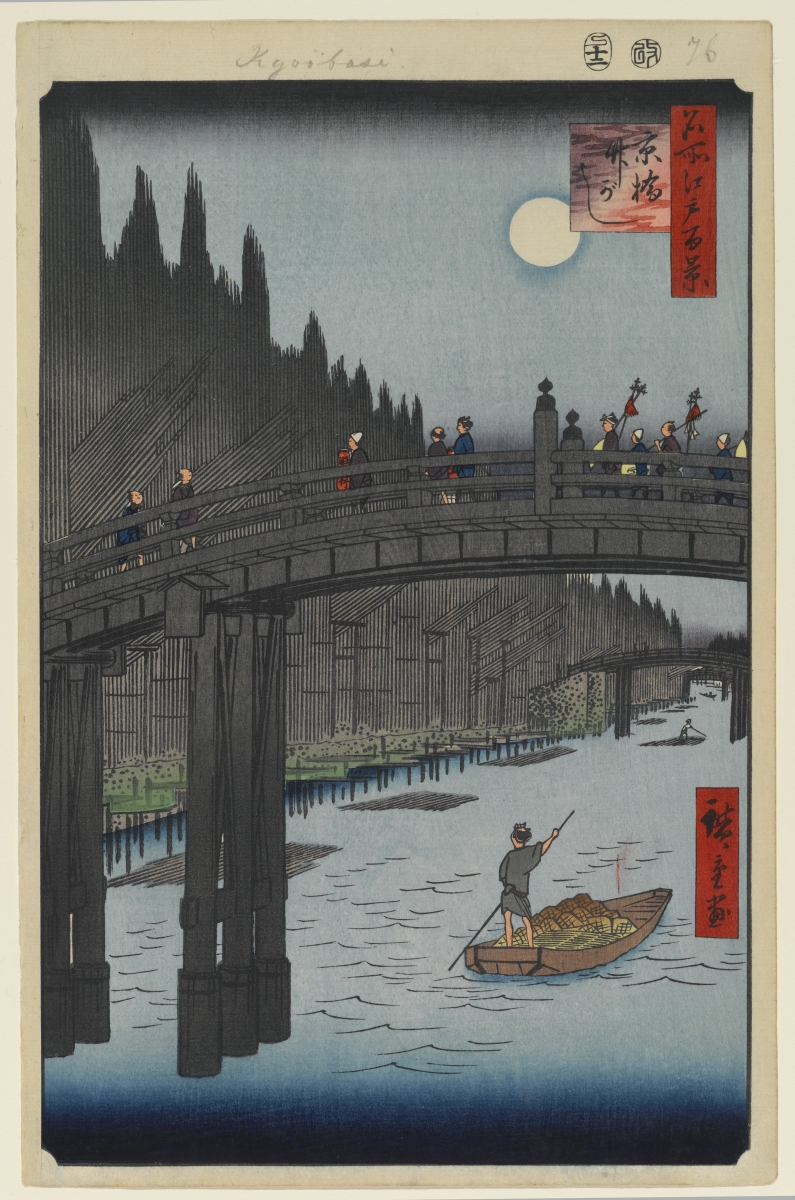
竹河岸と京橋　歌川広重

## 歴史

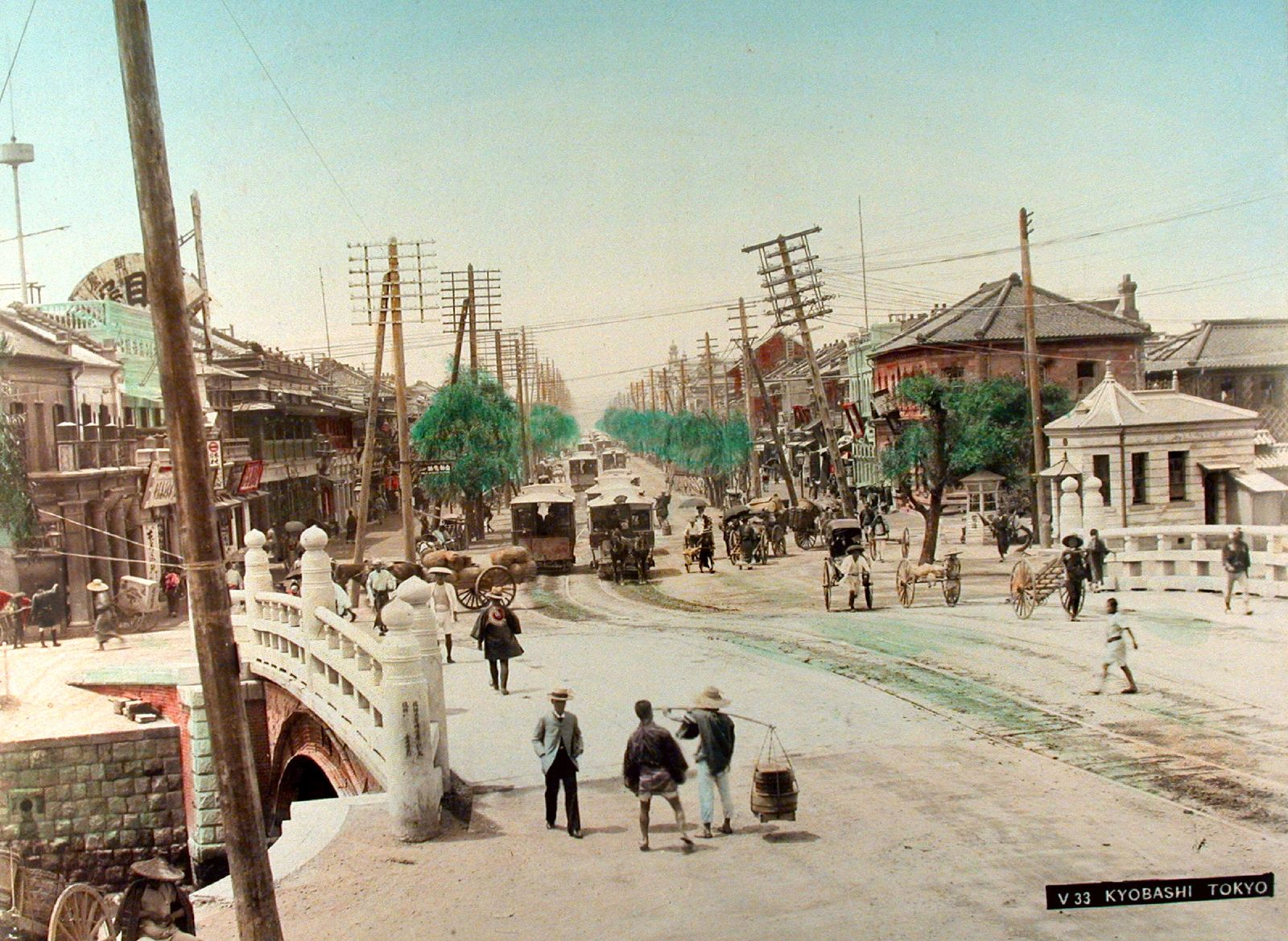
東京の京橋と銀座通りの眺め（1890年頃）

江戸時代の京橋は、木造で、公儀橋であり、欄干の柱頭部に擬宝珠という飾りがついていた（他に擬宝珠があった橋は、日本橋と新橋のみ）。京橋川の南側には竹を扱う職人が多く住み「竹河岸」が形成されていた。
1874年（明治7年）、金杉橋（現港区）との間にガス灯が設置された。後に、このことを記念したガス灯が南詰に復元されている。
1875年（明治8年）石造りのアーチ橋に架け替えられた。肥後の石工である橋本勘五郎が施工。翌年には、京橋から新橋にかけて銀座レンガ街が完成し、京橋はモダンな銀座の北の入り口という位置づけになった。
1878年（明治11年）東京府京橋区が設置された。京橋が地名として認識され始めた。
1901年（明治34年）馬車鉄道の軌道が複線で併設された大型の橋であったが、交通量の増加が著しいため解体され、幅員18mの鉄橋に架け替えられた。
1904年（明治37年）千代田生命保険本社が設立。
1921年（大正10年）京橋交差点に第一相互館が完成。京橋地区のランドマークとなる。
1923年（大正12年）関東大震災で銀座レンガ街は壊滅的な被害を受ける。
1932年（昭和7年）銀座線京橋駅が開業。
1947年（昭和22年）京橋区は日本橋区と合併し中央区になる。
1959年（昭和34年）京橋川が埋め立てられ、それに伴い京橋も撤去された。埋め立て箇所に東京高速道路が敷設された。京橋の欄干の親柱のみ記念碑として残されている。その一つは日比谷公園内にある。
1978年（昭和53年）の住居表示実施の際に東に隣接する宝町の町域が加わり、今日の京橋の町域となった。

## 世帯数と人口
2023年（令和5年）1月1日現在（中央区発表）の世帯数と人口は以下の通りである。
| 丁目       | 世帯数  | 人口  |
| ---------- | ------- | ----- |
| 京橋一丁目 | 57世帯  | 66人  |
| 京橋二丁目 | 57世帯  | 84人  |
| 京橋三丁目 | 58世帯  | 75人  |
| 計         | 172世帯 | 225人 |

### 人口の変遷
国勢調査による人口の推移。
| 年                 | 人口 |
| ------------------ | ---- |
| 1995年（平成7年）  | 386  |
| 2000年（平成12年） | 314  |
| 2005年（平成17年） | 319  |
| 2010年（平成22年） | 442  |
| 2015年（平成27年） | 359  |
| 2020年（令和2年）  | 210  |

### 世帯数の変遷
国勢調査による世帯数の推移。
| 年                 | 世帯数 |
| ------------------ | ------ |
| 1995年（平成7年）  | 154    |
| 2000年（平成12年） | 145    |
| 2005年（平成17年） | 196    |
| 2010年（平成22年） | 314    |
| 2015年（平成27年） | 268    |
| 2020年（令和2年）  | 152    |

## 学区
区立小・中学校に通う場合、学区は以下の通りとなる（2025年4月現在）。
- 区域 : 一丁目、二丁目、三丁目　各全域
  - 小学校 : 中央区立城東小学校
  - 中学校 : 中央区立銀座中学校

## 事業所
2021年（令和3年）現在の経済センサス調査による事業所数と従業員数は以下の通りである。
| 丁目       | 事業所数    | 従業員数 |
| ---------- | ----------- | -------- |
| 京橋一丁目 | 526事業所   | 13,363人 |
| 京橋二丁目 | 698事業所   | 25,745人 |
| 京橋三丁目 | 455事業所   | 13,831人 |
| 計         | 1,679事業所 | 52,939人 |

### 事業者数の変遷
経済センサスによる事業所数の推移。
| 年                 | 事業者数 |
| ------------------ | -------- |
| 2016年（平成28年） | 1,697    |
| 2021年（令和3年）  | 1,679    |

### 従業員数の変遷
経済センサスによる従業員数の推移。
| 年                 | 従業員数 |
| ------------------ | -------- |
| 2016年（平成28年） | 46,008   |
| 2021年（令和3年）  | 52,939   |

### 主な企業
- 味の素（味の素本社ビル）
- artience本社（旧東洋インキSCホールディングス）
- オービック本社
- 兼松エレクトロニクス本社
- クボタ東京本社（登記上の本店は大阪市浪速区）
- 清水建設（清水建設本社ビル）
- 白石工業東京本社（登記上の本店は大阪市北区）
- 白石カルシウム東京本社（登記上の本店は大阪市北区）
- 神鋼商事東京本社（登記上の本店は大阪市中央区）
- 第一工業製薬東京本社（登記上の本店は京都市下京区）
- 大成有楽不動産本社
- 東映本社[16]
- 東邦銀行東京支店
- 戸田建設本社
- 巴川コーポレーション本社
- パイロットコーポレーション本社
- ブリヂストン本社（東京スクエアガーデン内。2013年までの京橋1丁目の旧本社ビル跡は京橋彩区として再開発中）
- ミツウロコグループホールディングス本社
- 明治ホールディングス（Meiji Seika ファルマ）本社
  - 明治本社
- 明治屋本社
- ロジスティード本社

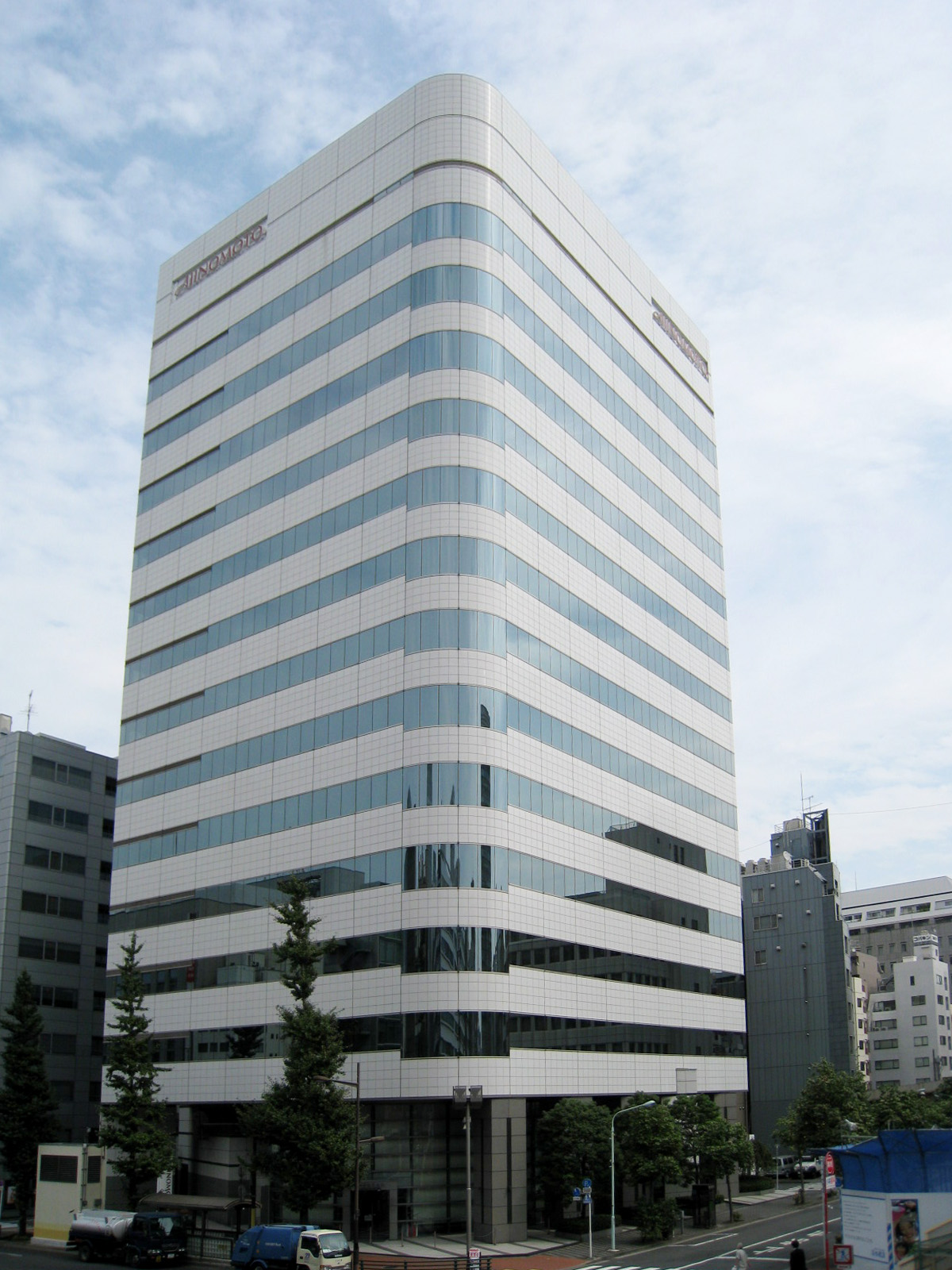
味の素
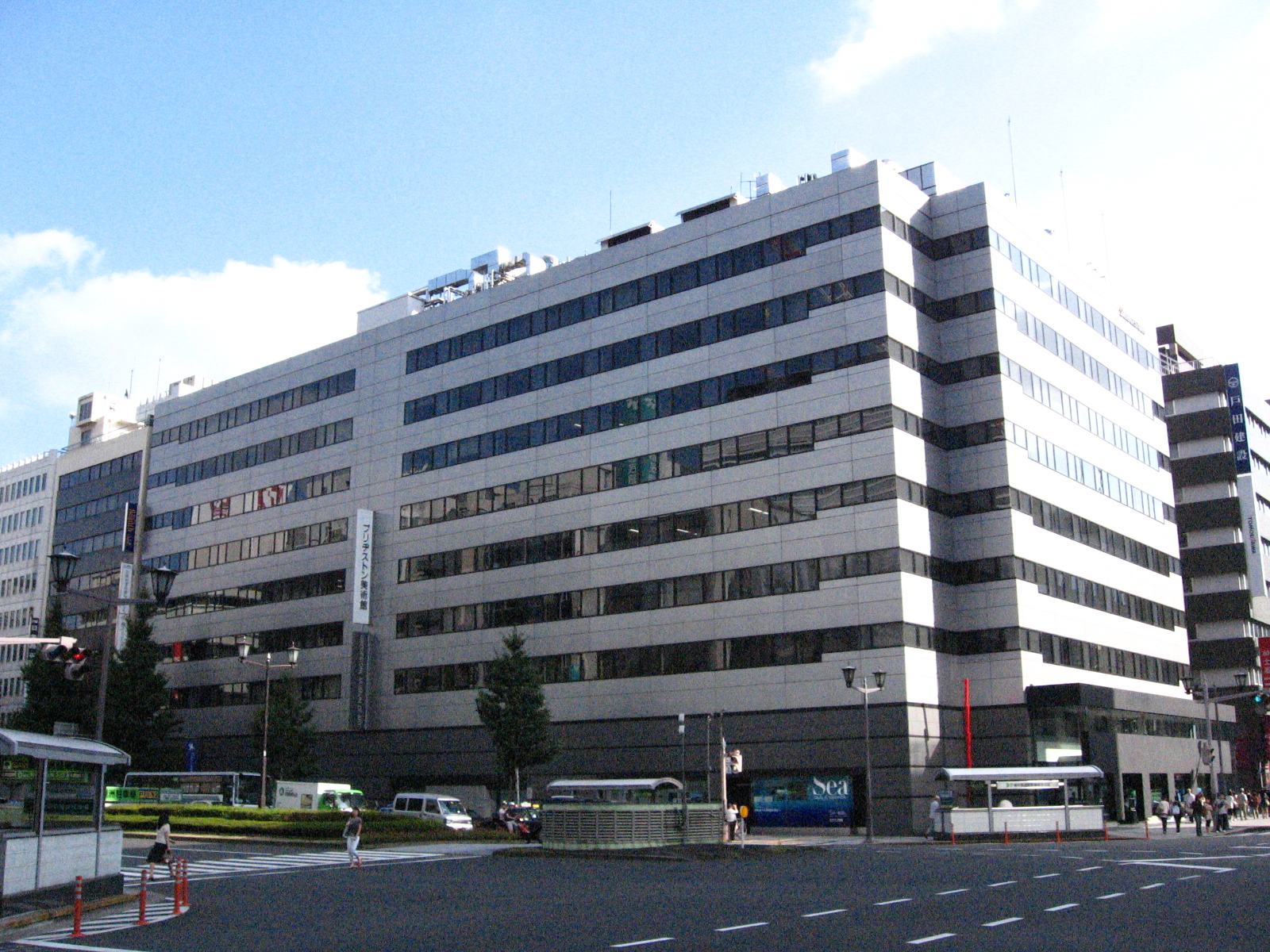
ブリヂストン旧本社ビル
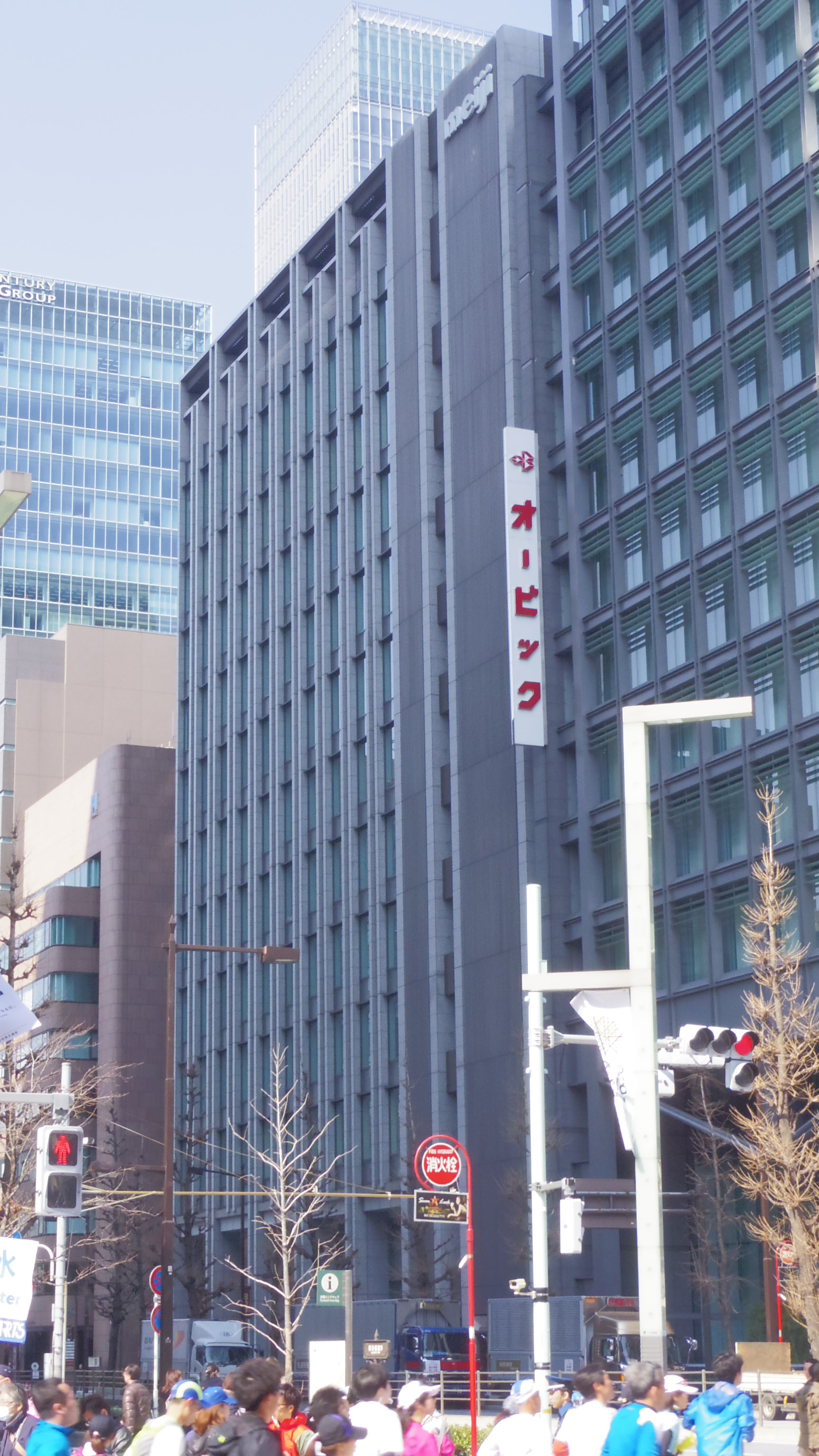
明治ホールディングス
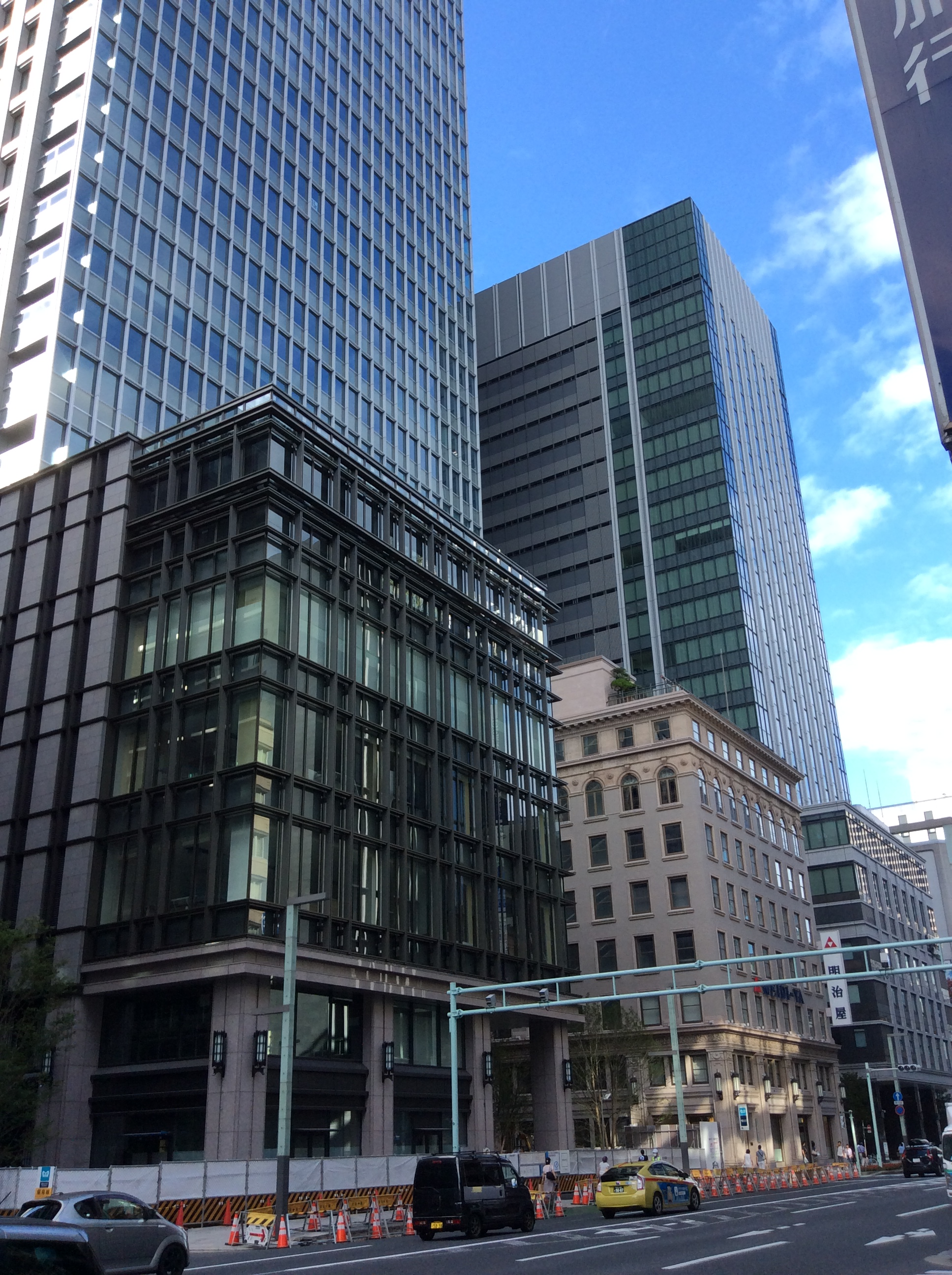
京橋エドグラン
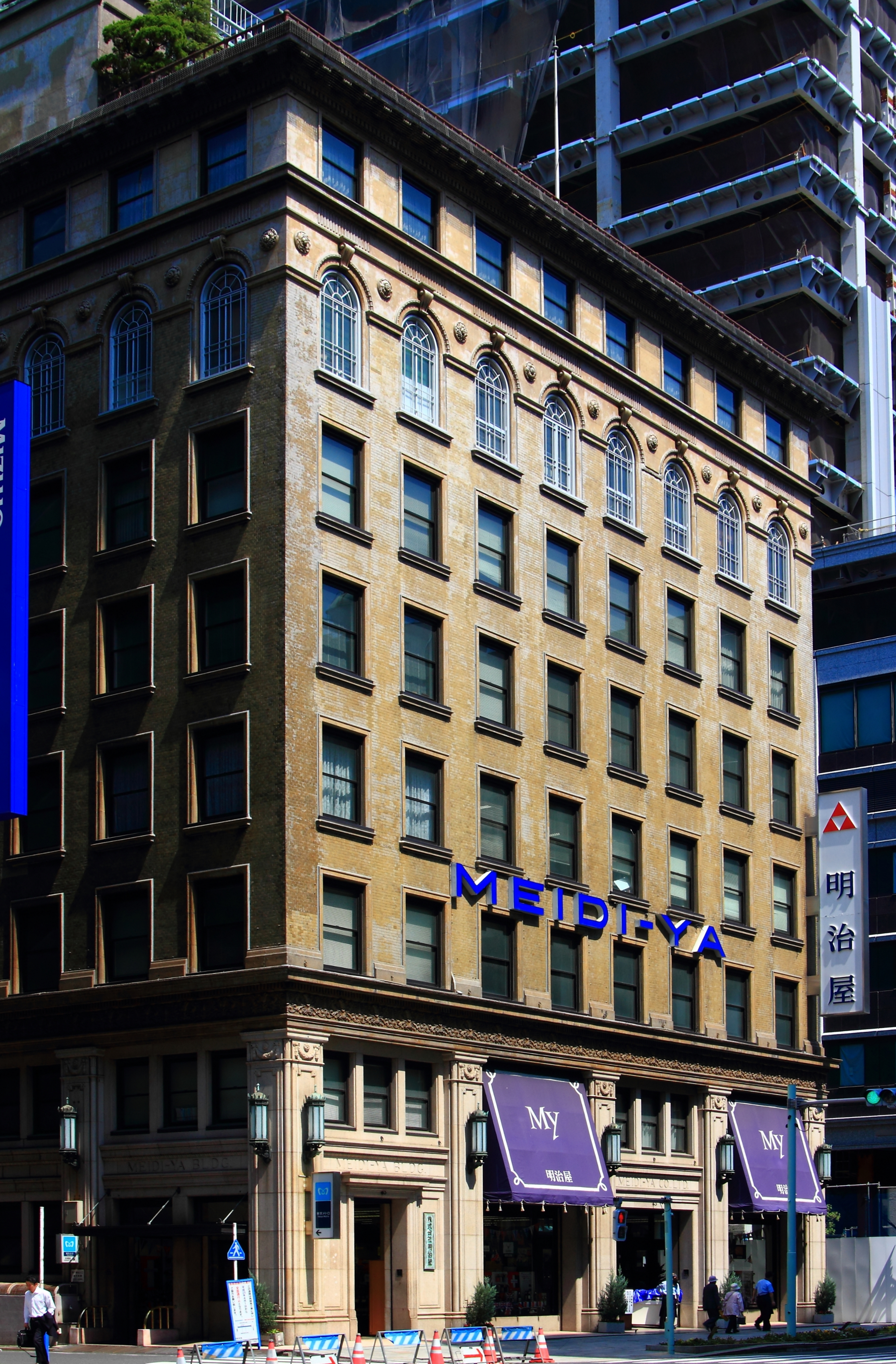
明治屋

## 地域
公的機関
- 京橋消防署 - 同所在地周辺の管轄に当たる。

店舗
- HIDEMI SUGINO - 2002年開店の杉野英実によるパティスリー。杉野自身は東洋人初のルレ・デセール会員。
- Toshi Yoroizuka - 2017年に京橋江戸グランでオープンの鎧塚俊彦によるパティスリー。

かつての企業
- 日本レダリー 本社
- 日本ワイスレダリー 本社
- 中外製薬 本社
- 明治製菓 本社
- 住友ファーマ（旧・住友製薬→大日本住友製薬） 東京本社（登記上の本店は大阪市中央区） - 2022年8月16日に東京都中央区日本橋2丁目の東京日本橋タワーへ移転[17]。
- ワイス 本社
- 中央公論新社 本社 - 2015年5月7日に大手町の読売新聞ビル内に移転。

## 観光
名所
- 警察博物館
- 国立映画アーカイブ（旧東京国立近代美術館フィルムセンター）
- アーティゾン美術館

史跡
- 京橋 - 現在は親柱が三箇所に残されている。
- 京橋川 - 現在は埋立てられ、現在は東京高速道路がその上を通っている。
- 東海道 - 国道15号が該当。

商業施設
- 京橋エドグラン

## 交通
鉄道
- 東京地下鉄銀座線  京橋駅
- 都営地下鉄浅草線  宝町駅

道路
- 国道15号（中央通り）
- 東京都道316号日本橋芝浦大森線（昭和通り）
- 東京都道408号八重洲宝町線（八重洲通り）
- 鍛冶橋通り

首都高速道路・出入口
- 首都高速都心環状線
- 京橋ジャンクション
- 京橋出入口

## 京橋（地域）
行政としては、中央区本庁の管轄に当たり、京橋地域とは中央区の南半分、旧京橋区のうち月島エリアを除いた地域全体を指す（月島エリアを含めたかつての京橋区全域を指す場合もある）。
- 明石町
- 入船一丁目 - 三丁目
- 京橋一丁目 - 三丁目
- 銀座一丁目 - 八丁目
- 新川一丁目・二丁目
- 新富一丁目・二丁目

- 築地一丁目 - 七丁目
- 八丁堀一丁目 - 四丁目
- 浜離宮庭園
- 湊一丁目 - 三丁目
- 八重洲二丁目

## 画像一覧

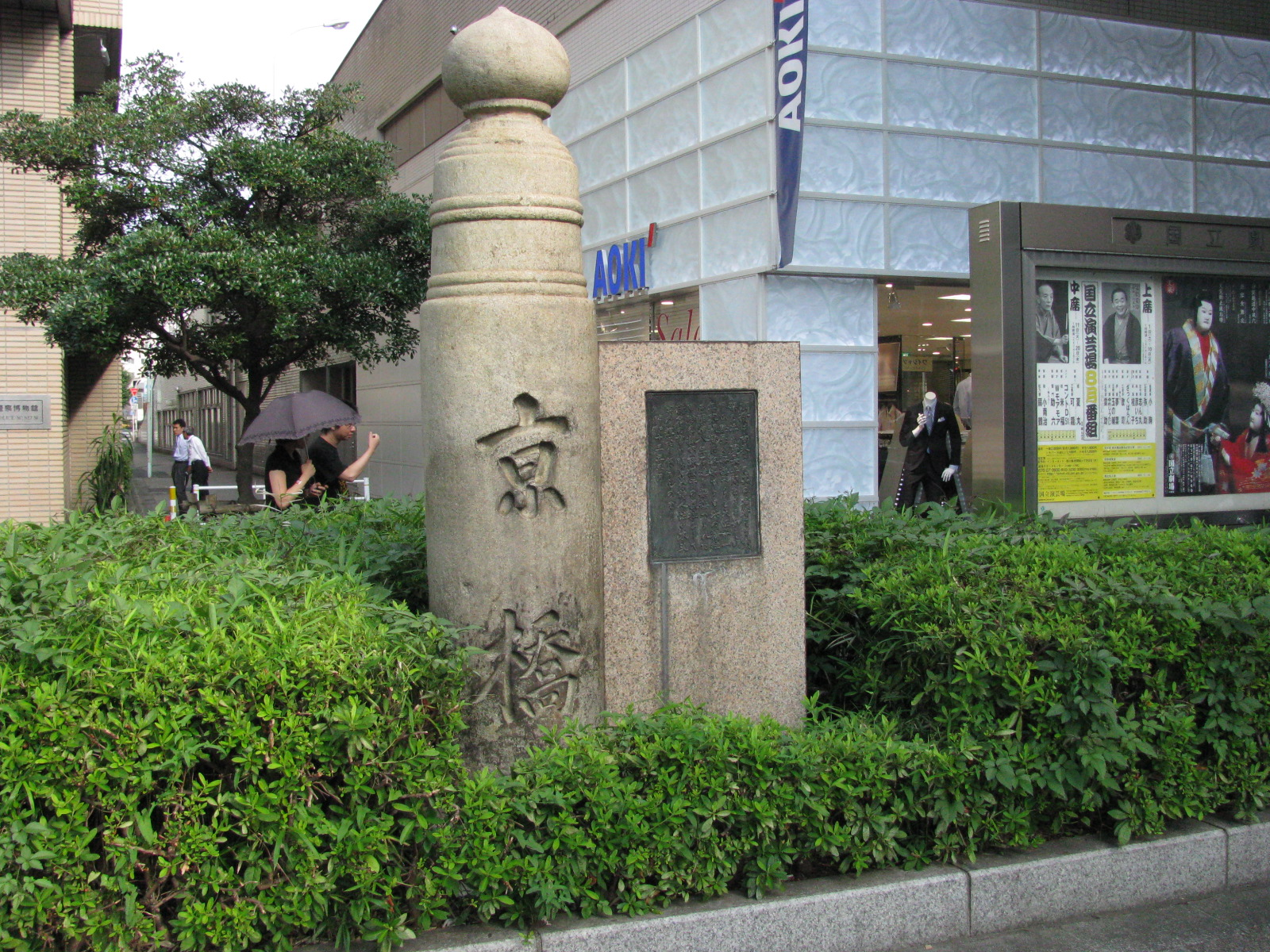
京橋親柱（1875年建造）
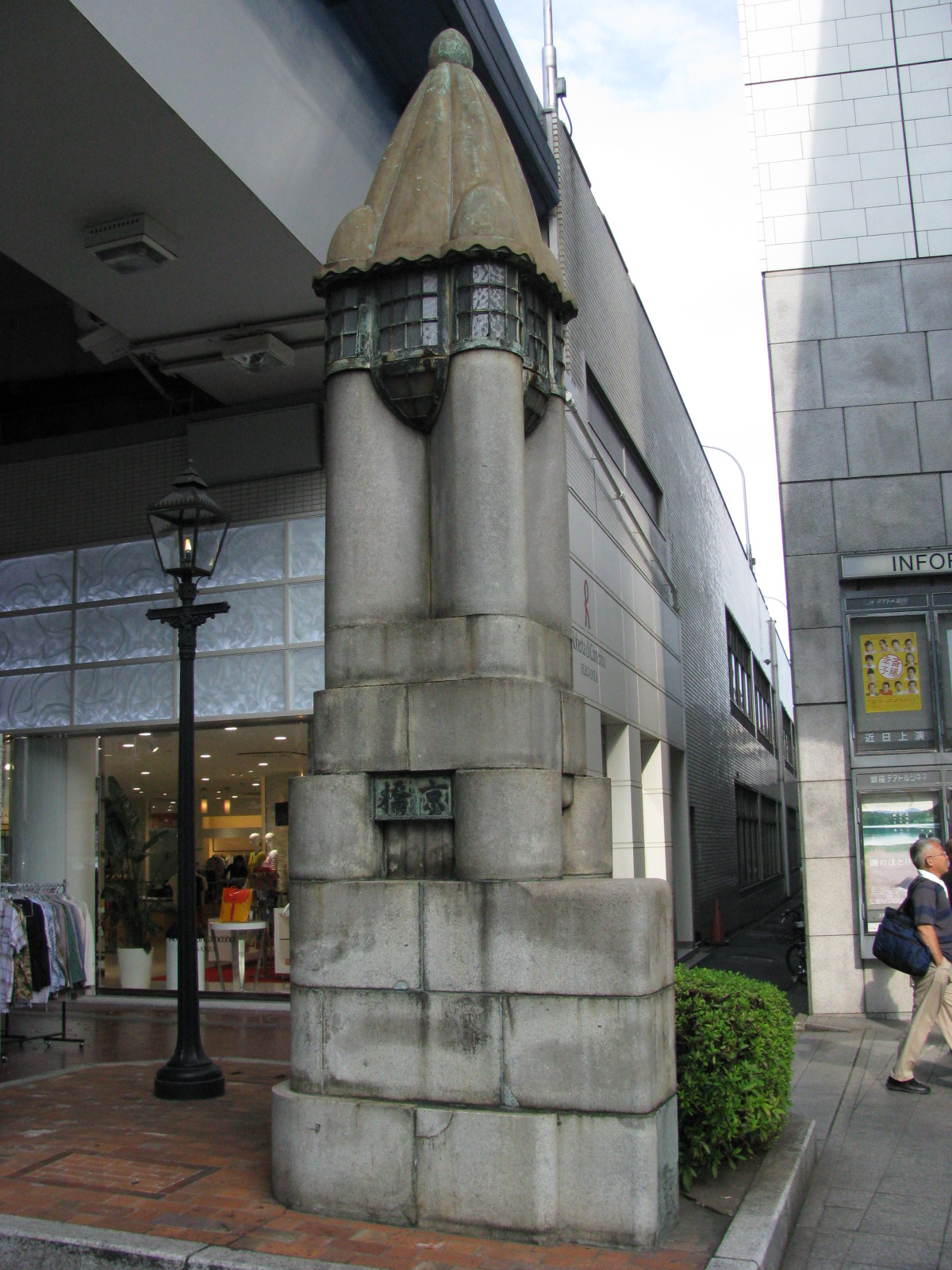
京橋親柱（1922年建造）
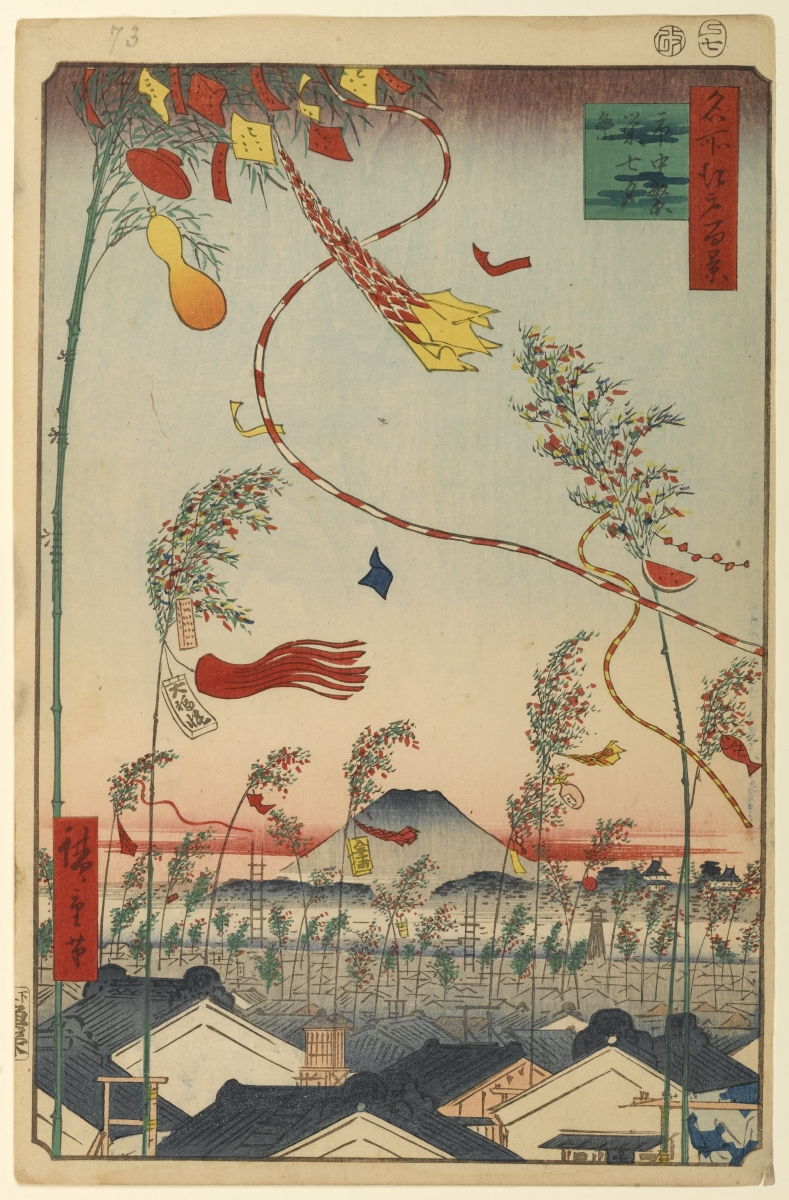
京橋1丁目8（旧：南伝馬町一丁目）にあった歌川広重の自宅から眺めた七夕の図
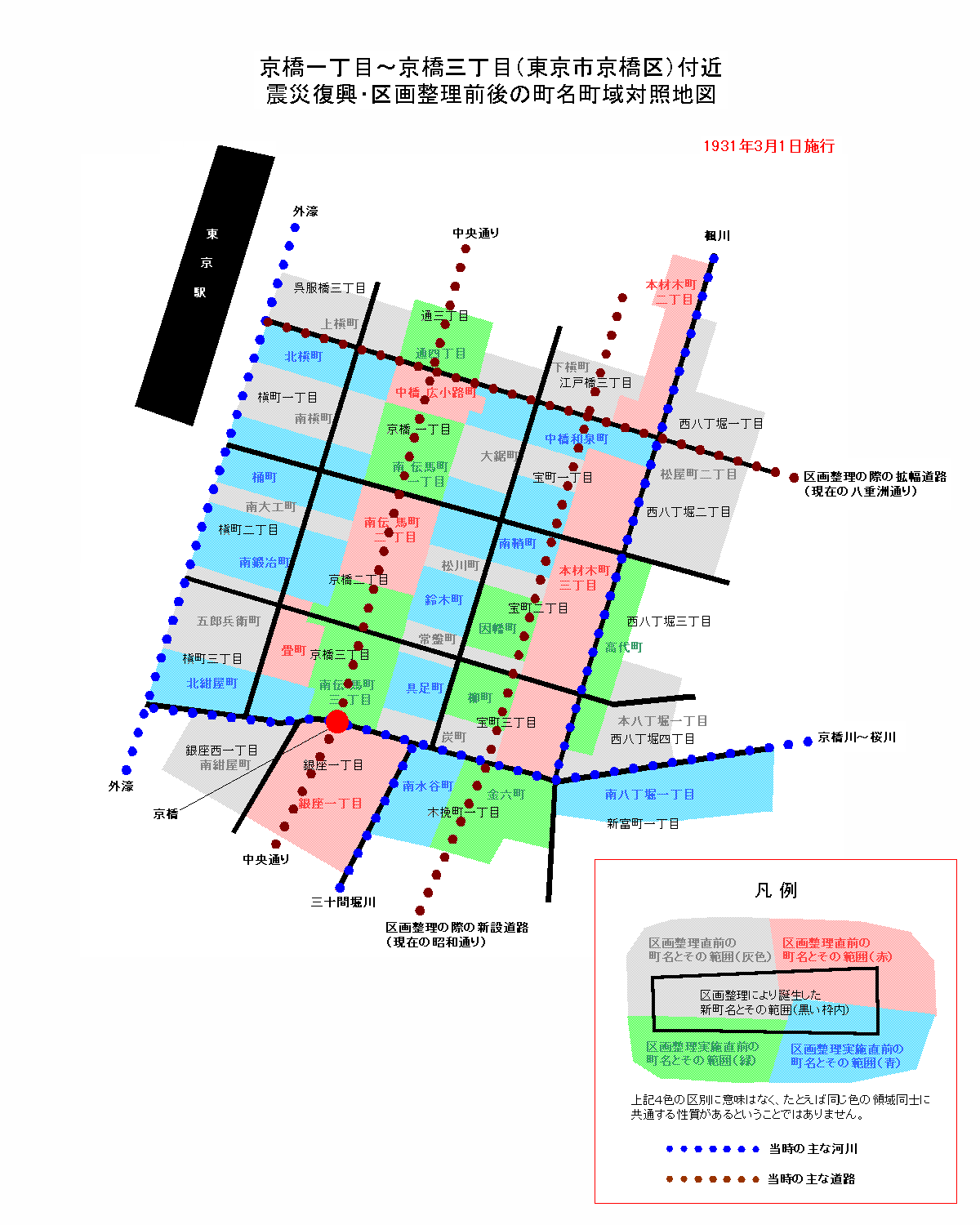
区画整理実施前後の町名町域対照地図（1931年3月）●は橋梁京橋の位置

## その他

### 日本郵便
- 郵便番号 : 104-0031[3]（集配局 : 晴海郵便局[18]）。

### 管轄等
- 中央警察署 - 同町周辺の管轄に当たる。（所在地：日本橋兜町）